# 横越サギの森

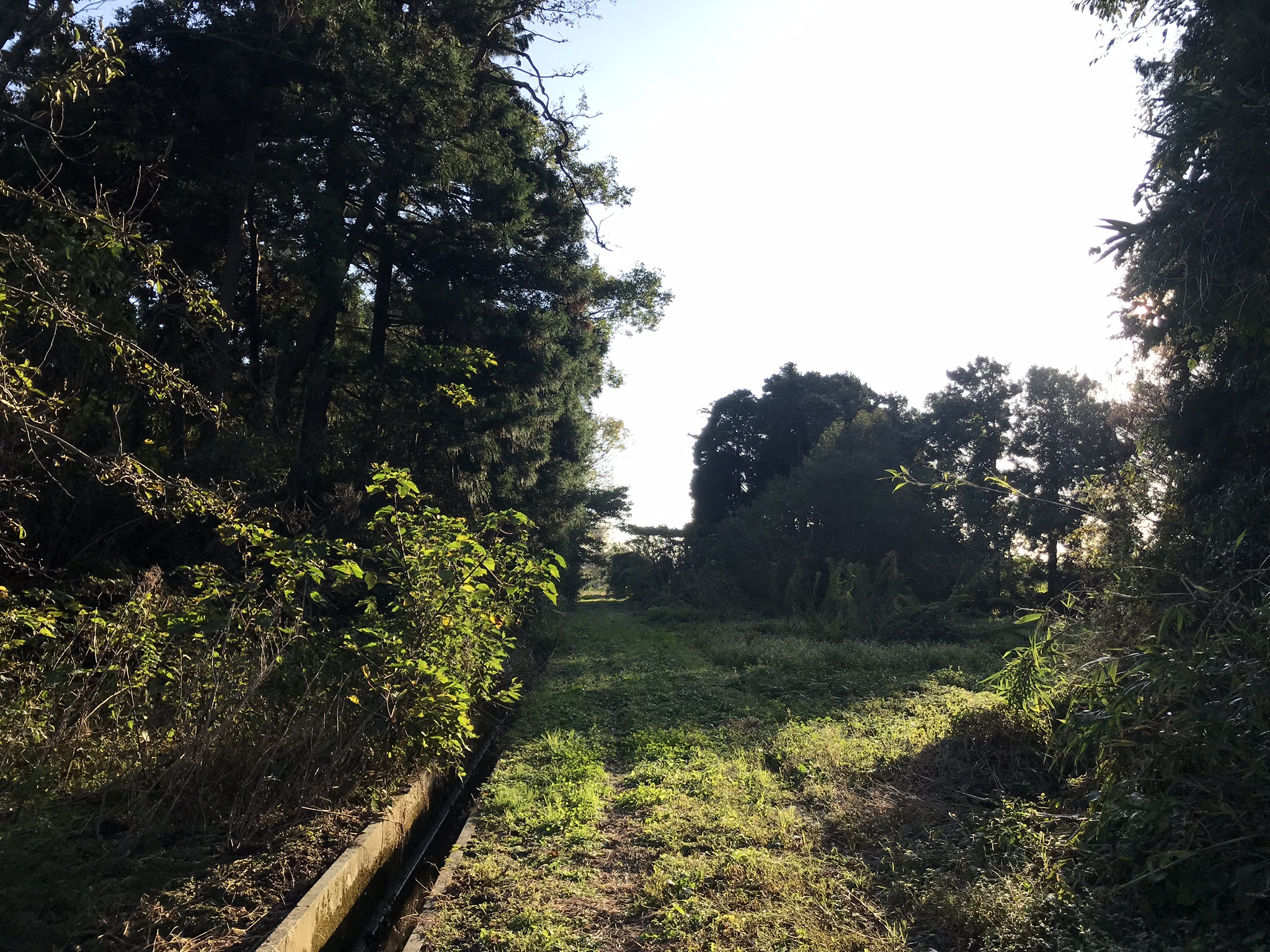
横越サギの森北側にある遊歩道

横越サギの森（よここしサギのもり）とは富山県富山市浜黒崎地区の横越にある森林である。サギやカワウのコロニーとなっている。一帯は富山県の鳥獣保護区となっている。

## 概要
常願寺川の河口近くの標高5 mにある広さ1.3haの平地林である。圃場整備が進んだ現在では平野部の自然林は少なく、富山県ひいては日本海側の植生を知るのに貴重である。植生は松や杉などの高木や落葉樹が多く中は低木や草が密生して入りにくい。サギ類の自然保護と糞公害で話題を集めた
森の木の枝にはアオサギやコサギの巣が多くあり、春には巣作りするサギの姿が見られる。
サギ類の他にはカワウのコロニーが見られる。カワウ集団の採食地である河川においては、アユやサクラマス等の川魚が捕食される漁業被害が発生しており、カワウは環境省によって「管理すべき鳥獣」に指定されている。この森の2014年（平成26年）カワウ個体数は159匹だった。

## 交通アクセス
公共交通
富山ライトレールフィーダーバス水橋漁港行きの「浜黒崎浜通り」バス停で下車し800 m (徒歩約12分)。
車
富山県道1号沿いからほど近く。